# Minervarya sahyadris
Minervarya sahyadris é uma espécie de anfíbio da família Ranidae. É a única espécie do género Minervarya.
É endémica da Índia.
Os seus habitats naturais são: campos de gramíneas de baixa altitude subtropicais ou tropicais sazonalmente húmidos ou inundados, rios, pastagens, florestas secundárias altamente degradadas, escavações a céu aberto e áreas agrícolas temporariamente alagadas.
Está ameaçada por perda de habitat.